# 弗洛拉·刘易斯
弗洛拉·刘易斯（英語：Flora Lewis，1922年7月25日—2002年6月2日）是美国新闻记者、专栏作家，专门从事国际事务。

## 生平
1922年，出生于加利福尼亚州洛杉矶。
1941年，获加利福尼亚大学洛杉矶分校的文学士学位。
1942年，获纽约哥伦比亚大学新闻学院的硕士学位。
1956年，任职《华盛顿邮报》。
1967年，任职《新闻日报》专栏记者。
1972年，任职《纽约时报》巴黎分社社长。
1980年，任职《纽约时报》的外交事务专栏作家。
1990年，任职《纽约时报》的高级专栏作家。
1994年，任职联合专栏作家。
2002年，在法国巴黎去世。

## 著作
- 《A Case History of Hope: The Story of Poland's Peaceful Revolutions》（1958年）
- 《Polish Volcano: A Case History of Hope》（1959年）
- 《Red Pawn: The Story of Noel Field》（1965年）
- 《The Man Who Disappeared: The Strange History of Noel Field》（1966年）
- 《Pion rouge: l'histoire de Noël Field》（1967年）
- 《One of Our H-Bombs is Missing》（1967年）
- 《Europe: A Tapestry of Nations》（1987年）
- 《Europe: Road to Unity》（1992年）
- 《Avenir de la démocratie: un défi pour la société et l'Eglise》（2000年）